# Statuta Revarum Civitatis Ast
Gli Statuta Revarum Civitatis Ast sono importanti documenti storici risalenti al XIV secolo di legislazione comunale della Contea di Asti. Oltre a due copie presenti nell'Archivio storico di Asti, provenienti dal fondo documentale degli archivi di Parigi (dove furono conservati fino al 1951) e restituiti successivamente all'Italia a seguito di accordi internazionali, esiste un'edizione cinquecentesca pubblicata ad Asti nel 1534 da Francesco Garrone di Livorno Ferraris. Esse sono le uniche redazioni complete attualmente conosciute di questo importante documento di legislazione comunale.

## Contenuto
La parola latina "reva" aveva il significato di gabella, ossia sostanzialmente il documento conteneva gli elementi di diritto tributario dell'epoca, e nella fattispecie importanti riferimenti alle tasse indirette sugli scambi e sui consumi di merci nel territorio di Asti.